# Свободный университет Тбилиси
Свободный университет Тбилиси (груз. თავისუფალი უნივერსიტეტი) — частное высшее учебное заведение в Тбилиси. Основан в 2007 году.

## История
Организован путём слияния Европейской школы менеджмента Тбилиси и Тбилисского института стран Азии и Африки. Его основал грузинский предприниматель, кандидат биологических наук Каха Бендукидзе, также по совместительству основатель Фонда знаний. Он ставил своей целью предоставление высококачественных образовательных услуг для всех взрослых вне зависимости от финансового положения, считая ясность намерений и планы намного более важными.

## Структура
В состав Свободного университета входят 7 факультетов: Институт стран Азии и Африки (международных отношений), факультет бизнеса, юридический факультет, физический факультет, факультет компьютерных наук и математики, факультет изобразительного искусства и дизайна и факультет управления и социальных наук. Руководство осуществляют Совет попечителей и Фонд знаний, на каждом факультете есть свой учебный план и свои образовательные программы. Центральный корпус располагается в Тбилиси рядом с Аграрным университетом Грузии, филиалы Свободного университета есть по всей стране (в том числе в образовательном центре Анасеули). Ректор университета — Вахтанг Лежава. В штате университета насчитывается 56 преподавателей на очном отделении, 84 на заочном. 44 преподавателя — доктора философии. Лекции читают на ежедневной основе деканы и методисты. Университет входит в число 80 университетов Грузии, официально соответствующих международным стандартам образования, занимая при этом одну из высших позиций.
В 1991 году был основан Институт стран Азии и Африки, положивший начало программе международных отношений в Свободном университете — в прошлом там осуществлялось только преподавание языков Дальнего, Среднего и Ближнего Востока, однако с недавних пор там также предлагаются программы изучения стран Европы и США. Образовательная программа международных отношений позволяет готовить будущих дипломатов, сотрудников министерств иностранных дел, обороны, сотрудников служб национальной безопасности и международных организаций, будущих деятелей в сфере предпринимательства и преподавателей. Преподаются курсы международной дипломатии, политологии, права и экономики; учебный план предоставляет также возможность изучать литературу, культуру, религию и историю, а также один иностранный язык. Свободный университет сотрудничает с Институтом Конфуция в Грузии и проводит конкурс «Мост китайского языка».
Бизнес-школа была образована изначально под названием Европейская школа менеджмента и на протяжении более чем 20 лет была лидером в сфере бизнес-образования в Грузии. Предлагает программы бакалавриата и магистратуры по специальностям «Менеджмент», «Маркетинг», «Финансы и кредит», «Бизнес», «Управление операциями» и т. д. Акцент делается на реальную практику в сфере бизнеса, что развивает гибкость, креативность и предпринимательские способности у студентов. В частности, программа бизнес-администрирования стоит до 3300 евро в год.
Программа факультета компьютерных наук и математики предлагает программы бакалавриата в двух направлениях — «Математика» и «Компьютерные науки», одно из которых студенты должны выбрать. Приём осуществляется на основании результатов Грузинского единого национального экзамена: так, в 2014 году зачислялись семь лучших студентов, сдавших экзамен с наивысшими показателями. Свободный университет Тбилиси в плане заинтересованности студентов технических специальностей стоит на одном уровне с Техническим университетом. Команда университета регулярно участвует в Кубке Ильи Векуа среди программистов.
Программа бакалавриата по государственному управлению и социальным наукам специализируется на изучении гуманитарных и социальных наук: философия, социология, антропология, психология, история, искусство и литература. Преподаватели делают ставку на независимую, индивидуальную работу, мышление и критический анализ. Студенты знакомятся с классическими текстами и участвуют в дискуссиях. Факультет предлагает программы по бизнес-управлению, экономике, праву и проект-менеджменту: выпускники могут работать в государственных, коммерческих и неправительственных организациях, а также СМИ
Четырёхлетняя программа бакалавриата по физике предоставляет студентам изучать такие сферы, как астрофизика, общая теория относительности, физика конденсированного состояния и физика частиц. Выпускники могут продолжить своё обучение в магистратуре

## Происшествия
- В 2011 году в здании Свободного университета произошла драка между преподавателями Георгием Джорджадзе и Автандилом Ачелашвили во время лекции, Джорджадзе был ранен ножом. Глава канцелярии Георгий Меладзе заявил, что у Ачелашвили, нанёсшего ранение, могло быть временное помутнение рассудка. Задержанный был отпущен под залог[13].
- В связи с эпидемией свиного гриппа в начале 2019 года в университете объявили недельный перерыв, перенеся ряд занятий[14].